# Диллман, Брэдфорд
Брэдфорд Диллман (англ. Bradford Dillman; 14 апреля 1930, Сан-Франциско — 16 января 2018, Санта-Барбара) — один из наиболее востребованных американских кино- и телеактёров 1960-х—1970-х годов, всемирную известность которому принесла роль психопатического убийцы из «Золотой молодёжи» в юридическом триллере «Насилие» (1959), отмеченная призом Каннского кинофестиваля и «Золотым глобусом». Ветеран Корейской войны в составе морской пехоты США, дослужившийся до звания «старший лейтенант».
Диллман, обладавший привлекательной, благородной внешностью, за свою 40-летнюю карьеру исполнил почти 150 теле- и киноролей. В одном только 1971 году с участием Диллмана на экраны вышло семь полнометражных картин, и это не считая шести гостевых появлений в телепроектах. В 1995 году вышел на пенсию, уединённо проживал в статистически обособленной местности Монтесито, штат Калифорния. Отдалившись от сферы кинематографа, преуспел в прозе и драматургии, являлся автором трёх книг и одной пьесы.

## Биография
Брэдфорд Диллман родился 14 апреля 1930 года в городе Сан-Франциско, штат Калифорния, в состоятельной семье биржевого маклера Дина Диллмана и его супруги, Джозефины Диллман (урождённой Мур). Помимо Брэдфорда, в семье подрастало ещё трое мальчиков.
Среднее образование до 12 лет получал в католической школе, а во время Второй мировой войны, после развода родителей, был зачислен в школу-интернат Хотчкисс в посёлке Лэйквилль, штат Коннектикут. В Хотчкиссе впервые участвовал в любительских спектаклях, а в последний год обучения сыграл Гамлета в одноимённой постановке трагедии Шекспира. Тогдашний директор школы Блэр Торри до конца работы в заведении считал Гамлета Диллмана лучшим в истории Хотчкисса.
Твёрдо решив стать актёром, Диллман поступил в престижнейший Йельский университет, где изучал театральное и драматическое искусство. Комнату делил с будущим писателем Джоном Ноулсом. После окончания университета был призван в ряды морской пехоты США, в составе которой воевал в Корее. Обучение проходил в рекрутском депо Пэррис-Айленд.
В 1953 году направился в Нью-Йорк, чтобы начать актёрскую карьеру. Родители были в ярости, узнав, что сын не свяжет свою жизнь с финансовым делом и не будет работать на Уолл-стрит. В качестве компромисса Диллман пообещал им, что откажется от актёрства, если не увидит никаких признаков успеха в течение пяти лет.
Однако Нью-Йорк образца 1950-х годов был перспективным местом для молодых артистов. Диллман приступил к обучению в нашумевшей Актёрской студии под руководством Ли Страсберга, на одном курсе с Мэрилин Монро. В конце того же года блистал на Бродвее в первом профессиональном спектакле в своей жизни — постановке одного из произведений Натаниэля Готорна «Пугало», партнёрами Диллмана в котором выступали Илай Уоллак и вскоре погибший Джеймс Дин. Последнего Диллман запомнил «чокнутым, но крайне одарённым парнем».
В 1956 году сыграл свою самую крупную театральную роль в карьере — Эдмунда Тайрона в «ошеломляющем бродвейском хите» «Долгий день уходит в ночь» Юджина О’Нила. Одну из главных ролей исполнял Фредрик Марч, которого Диллман считал своим наставником. На одном из спектаклей побывал маститый голливудский продюсер Дэррил Занук, поражённый молодым актёром. Сразу же после его окончания Занук убедил Диллмана подписать контракт с кинокомпанией 20th Century Fox.
Именно в павильонах 20th Century Fox Диллман позже сыграл свои лучшие роли. Здесь в 1959 году он исполнил одну из главных ролей в юридическом триллере «Насилие», адаптации печально известного дела Леопольда и Лёба. Этот образ принёс ему всемирную популярность, приз Каннского кинофестиваля за лучшую мужскую роль (который он разделил с партнёрами Дином Стокуэллом и Орсоном Уэллсом) и «Золотой глобус», вручённый ему как самому перспективному новичку года. Свой успех Диллман связывал не с актёрским талантом, а с «глупой удачей, чистейшей и простой».
Впоследствии зачастую исполнял роли антагонистов. В 1960-х—1970-х годах был чрезвычайно востребован, снимаясь как минимум в трёх картинах в год. В 1963 году был выдвинут на премию «Эмми» за лучшую мужскую роль в телесериале Alcoa Premiere, а в 1975 году был удостоен этой награды за актёрскую работу в телепроекте The ABC Afternoon Playbreak.
В 1995 году объявил о завершении 40-летней актёрской карьеры. Последнюю роль исполнил в одном из эпизодов телесериала «Она написала убийство». На пенсии занялся написанием мемуаров, художественных романов и пьес.

### Личная жизнь
Брэдфорд Диллман был дважды женат:
- на актрисе Фриде Хардинг (с 1956 по 1960 год; есть двое детей: дочь Памела и сын Джеффри)
- на модели Сьюзи Паркер (с 1963 по 2003 год, до дня её кончины; есть дочь Дина и сыновья Чарльз и Кристофер)

Помимо родных детей, воспитал ещё и дочь Паркер от предыдущего брака, Джорджину.
Уединённо проживал в статистически обособленной местности Монтесито, штат Калифорния. Давний поклонник футбола, болельщик команды Сан-Франциско Форти Найнерс. Одним из любимейших актёров называл Рода Стайгера, с которым работал вместе в картине «Любовь и пули».

## Частичная фильмография
- «Да сгинет ночь» (1957; телефильм) — Эрик Вэлкей
- «Климакс!» (1957; телесериал) — Грег Флетчер
- «Уверенная улыбка» (1958) — Бертран Грио
- «В любви и войне» (1958) — Алан Ньюкомб
- «Насилие» (1959) — Артур (Арти) А. Штраус
- «Трещина в зеркале» (1960) — Ларнье / Клод
- «Святилище» — Гоуэн Стивенс
- «Франциск Ассизский» (1961) — Франциск Ассизский
- «Одиннадцатый час» (1962; телесериал) — Арнольд Рэдвин
- «Обнажённый город» (1963; телесериал) — Роджер Фэллон
- «Шпионаж» (1963; телесериал) — Магнус Андерссен
- «Величайшее шоу на Земле» (1963; телесериал) — Вито
- «Театр создателей саспенса» (1963; телесериал) — капитан Дэвид Янг
- «Караван повозок» (1963; телесериал) — Майлс Брисбэйн
- «Медсёстры» (1964; телесериал) — отец Дэмиен
- «Бен Кэйси» (1964; телесериал) — Линк Хэнсен
- «Жизнь на всю катушку» (1965) — Сидни Тэйт
- «Доктор Килдэйр» (1966; телесериал) — Эндрю Уэбб / Тони Уоррен
- «Человек с равнины» (1966) — лейтенант Стайлс
- «Военный трибунал» (1966; телесериал) — капитан Дэвид Янг
- «Шэйн» (1966; телесериал) — майор Хэкетт
- «Человек из U.N.C.L.E.» (1967; телесериал) — Лютер Себастиан
- «Большая долина» (1967; телесериал) — доктор Джеймс Белдон / Эрик Мерсер
- «Сержант Райкер» (1968) — капитан Дэвид Янг
- «Пила» (1968) — Джонатан Филдс
- «Не бойся зла» (1969; телефильм) — Пол Уорни
- «Ремагенский мост» (1969) — майор Барнс
- «Допустим, они объявят войну и никто не придет» (1970) — капитан Майерсон
- «Айронсайд» (1970; телесериал) — доктор Даннер / принц
- «Виргинцы» (1971; телесериал) — Дик Слотер / шериф О’Делл / Сэм Хардер
- «Брат Джон» (1971) — Ллойд Томас
- «Вальс Мефистофеля» (1971) — Билл Дилэнси
- «Бегство с планеты обезьян» (1971) — доктор Льюис Диксон
- «Месть» (1971; телефильм) — Фрэнк Клэйнер
- «Миссия невыполнима» (1972; телесериал) — Ларри Эдисон / Пол Шипхёрд
- «Встреча двух сердец» (1973) — Джей Джей
- «Продавец льда грядёт» (1973) — Уилли Обан
- «Медицинский центр» (1973; телесериал) — доктор Иган / Джон Уэлсли / инспектор Фэллоус
- «Избранные» (1974) — Питер Макомбер
- «Мёртв на 99,44%» (1974) — Большой Эдди
- «Чёрная лента для Деборы» (1974) — Мишель Лагранж
- «Золото» (1974) — Манфред Штайнер
- «Исчезновение рейса 412» (1974; телефильм) — майор Майк Даннинг
- «Пушка» (1975; телесериал) — Дуглас Макджи / Ричард Александр
- «Триллер» (1975; телесериал) — Гэри Стивенс / Стэн Кэй
- «Жук» (1975) — профессор Джеймс Пармитер
- «Вдова» (1976; телефильм) — Ричард
- «Блюститель закона» (1976) — капитан Джером Маккей
- «Заговор против Линкольна» (1977) — Джон Уилкс Бут
- «Барнаби Джонс» (1978; телесериал) — Гордон Кингман / Роджер Ле Баррон / Роберт Трэвис / Чарльз Колмайер / Стэнли Рикленд
- «Рой» (1978) — майор Бэйкер
- «Пиранья» (1978) — Пол Гроган
- «Любовь и пули» (1979) — Брикман
- «Гайана: Преступление века» (1979) — доктор Гэри Шоу
- «До и после» (1979; телефильм) — Джек Мэттьюс
- «Турист» (1980; телефильм) — Гарри Флемингтон
- «Паническое бегство» (1980) — Артур Джаггер
- «Фэлкон Крест» (1983; телесериал) — Дэррил Клэйтон
- «Внезапный удар» (1983) — капитан Бриггс
- «Династия» (1984; телесериал) — Хэл Ломбард
- «Отель» (1985; телесериал) — Уилл Померой / Пол Стэнтон
- «Человек из леса» (1985) — Фрэнк Симмонс
- «Повелители глубин» (1989) — Доблер
- «Она написала убийство» (1995; телесериал) — Ричард Эллстон / Карл Дормер / Эрик Бендерсон / Артур Брент / комиссар Брэдли Фолкс

## Награды и номинации
- 1959 — приз Каннского кинофестиваля за лучшую мужскую роль («Насилие»).
- 1959 — премия «Золотой глобус» самому перспективному новичку.
- 1963 — номинация на премию «Эмми» за лучшую мужскую роль (Alcoa Premiere).
- 1975 — дневная премия «Эмми» за лучшую мужскую роль в дневном драматическом сериале (The ABC Afternoon Playbreak).